# Tretrecht
Das Tretrecht (auch Streckrecht, Trepprecht, Trapprecht; früher auch: Anwende-, Umwende- oder Kehrrecht) ist das alte Recht, dass bei landwirtschaftlichem Arbeiten das Zugvieh den benachbarten Acker kurzzeitig übertreten darf, z. B. zum Umwenden des Pfluges und zum Ziehen der Längsfurche.
Das Tretrecht ist heute allerdings vielfach belanglos, da es ausdrücklich als Tretrecht und nicht als Fahrrecht oder Wegerecht definiert ist und Zugtiere zum Pflügen usw. seit Jahrzehnten in der Landwirtschaft keine Bedeutung mehr haben.
In der Schweiz heisst das Tretrecht für den motorisierten Bauern «Radwenderecht». Ein solches ist beispielsweise im Solothurnischen Einführungsgesetz zum ZGB festgeschrieben. Ein Bauer darf demnach auch mit dem Traktor auf dem Feld des Nachbarsbauern wenden, aber nur wenn «dadurch die Kulturen des Nachbarn nicht wesentlich Schaden leiden».